# عبد الله بن همام السلولي
عبد الله بن همام بن نُبَيشة بن رياح السلولي الهوازني (20 هـ - 98 هـ / 640م - 716م) شاعر من شعراء الدولة الأموية، جعله ابن سلام الجمحي في الطبقة الخامسة من شعراء الإسلام قال يونس بن حبيب:
«كان عبد الله بن همام السلولي رجلاً له جاه عند السُلطان وصلة بهم وكان سريا في نفسه له همة تسمو به وكان عند آل حرب بن أمية مكينا حظيا فيهم، وهو الذي حدا يزيد بن معاوية بن أبي سفيان على البيعة لابنه معاوية بن يزيد».
ومن شعره قوله يرثي معاوية بن أبي سفيان ويحض يزيد بن معاوية على جعل البيعة من بعده لابنه معاوية الثاني بن يزيد:

| تعزوا يَا بني حَرْب بصبر   |  | فَمن هَذَا الَّذِي يَرْجُو الخلودا   |
| لعمر مناخهن بِبَطن جمع    |  | لقد جهزتم مَيتا فقيدا        |
| لقد وارى قليبكم بَيَانا   |  | وحلما لَا كفاء لَهُ وجودا      |
| وَجَدْنَاهُ بغيضا فِي الأعادي |  | حبيبا فِي رَعيته حميدا        |
| تلقفها يزِيد عَن أَبِيه     |  | وخذها يَا معاوى عَن يزيدا     |
| فَإِن عرفت لكم فتلقفوها   |  | وَلَا ترموا بهَا الْغَرَض البعيدا |

وله أشعار كثيرة في مدح يزيد بن معاوية ويدعوه فيها جعل إبنه ولياً للعهد قال ابن سلام الجمحي: «فَلم تزل فِي نفس يزِيد حَتَّى بَايع مُعَاوِيَة ابْنه فَعَاشَ أَرْبَعِينَ لَيْلَة بعد أَن أَتَتْهُ الْبيعَة من الْآفَاق ثمَّ مَاتَ فَقيل لَهُ أوصه فَقَالَ مَا أحب أَن أزودهم الدُّنْيَا وَأخرج عَنْهَا».

### فهرس
1. ↑  الجمحي 1980، صفحة 625.
2. ↑  الجمحي 1980، صفحة 632.

### معلومات كاملة للمراجع
ّ* الجمحي، ابن سلام (1980). طبقات فحول الشعراء. تحقيق: محمود محمد شاكر. جدة: دار المدني. ج. 2. ص. 632. مؤرشف من الأصل في 2022-11-10.